# Ada (Minnesota)
Ada és una població dels Estats Units a l'estat de Minnesota. Segons el cens del 2000 tenia 1.657 habitants.

## Demografia
Segons el cens del 2000, Ada tenia 1.657 habitants, 749 habitatges, i 432 famílies. La densitat de població era de 477,4 habitants per km².
Dels 749 habitatges en un 26,7% hi vivien nens de menys de 18 anys, en un 50,2% hi vivien parelles casades, en un 5,5% dones solteres, i en un 42,2% no eren unitats familiars. En el 39,8% dels habitatges hi vivien persones soles el 24,4% de les quals corresponia a persones de 65 anys o més que vivien soles. El nombre mitjà de persones vivint en cada habitatge era de 2,19 i el nombre mitjà de persones que vivien en cada família era de 2,98.
Per edats la població es repartia de la següent manera: un 24,5% tenia menys de 18 anys, un 5,9% entre 18 i 24, un 25% entre 25 i 44, un 20% de 45 a 60 i un 24,5% 65 anys o més.
L'edat mediana era de 41 anys. Per cada 100 dones de 18 o més anys hi havia 82,9 homes.
La renda mediana per habitatge era de 29.583 $ i la renda mediana per família de 43.162 $. Els homes tenien una renda mediana de 30.924 $ mentre que les dones 23.088 $. La renda per capita de la població era de 16.921 $. Entorn del 7% de les famílies i el 13,7% de la població estaven per davall del llindar de pobresa.

## Poblacions més properes
El següent diagrama mostra les poblacions més properes.